# Netai Bysack
Netai Chand Bysack (ur. 21 marca 1921, zm. 5 grudnia 2005 w Kolkacie) – indyjski kolarz. Reprezentant Indii na Letnich Igrzyskach Olimpijskich 1952 w Helsinkach. Na igrzyskach uczestniczył: w wyścigu indywidualnym ze start wspólnego, w którym nie ukończył wyścigu; w sprincie gdzie odpadł w pierwszej rundzie oraz w jeździe drużynowej, w której ekipa z Indii w składzie: Netai Bysack, Suprovat Chakravarty, Raj Kumar Mehra, Tarit Kumar Sett zajęła ostatnie 22. miejsce.